# 上海地铁博物馆
上海地铁博物馆位于上海市闵行区吴中路1779号，为吴中路停车场上方。是一家地铁主题博物馆。2014年10月28日开馆。博物馆占地5000平方米，共有2层。它是中国首家地铁博物馆，介绍内容包括中国铁路发展沿革，存有上海市地铁规划草案稿、上海地铁站地质模型。可以乘搭10號線到紫藤路站参观博物館。